# Fere Scheidegger
Fere Scheidegger (* 5. November 1951 in Bern) ist ein Schweizer Musiker (Gitarre, auch Mundharmonika, Gesang), der vor allem in den Genres Swing, Blues und Weltmusik tätig ist.

## Leben und Wirken
Scheidegger gehörte zunächst zu den Jackys, mit denen er Rock & Roll spielte (My Little World 1980), bevor er mit ihnen  1988 das Album Amazing Boogie vorlegte. 1990 gründete er sein Quartett Hot Strings, das sich an der Musik von Django Reinhardt und Stéphane Grappelli orientierte, aber das Repeteroire um eigene Kompositionen, Interpretationen von Rocktiteln und Stücke von Piazzolla erweiterte. In verschiedenen Quartettbesetzungen mit Geige/Bratsche, zwei Gitarren und Kontrabass veröffentlichte Hot Strings bis 2010 die ersten vier Alben.  Dann arbeitete Hot Strings in veränderter Besetzung, 2021 als Sextett (u. a. mit seiner Tochter Jasmin Scheidegger als Sängerin).
2011 formierte sich für einen Festivalauftritt seine Anniversary Band, mit der das Album Lorraine Blues entstand. Seit 2015 ist er zudem mit seiner Rockundbluesband im Bereich des Bluesrock tätig.

## Diskographische Hinweise
- Hot Strings: Douce Ambiance (Jazzology 1998, mit Martin Abbühl, Josef Schibig, Bänz Oester bzw. Thomas Dürst)
- Fere’s Hot Strings: Swing-World-Blues (TCB Records 2010, mit Rainer Hagmann, Dani Solimine, Thomas Dürst)[4]
- Féré Scheidegger & Anniversary Band: Lorraine Blues  (TCB Records 2011, mit Wolfgang Obert, Peter Horisberger, Jacques Vaney, Thomas Dürst, Kevin Chesham, Jasmin Scheidegger)
- Fere’s Hot Strings: Dreams (TCB Records 2013, mit Wolfgang Obert, Rainer Hagmann, Felix Haller, Peter Horisberger, Jacques Vaney, Thomas Dürst, Jasmin Scheidegger)